# Lallemantia iberica
Lallemantia iberica, conocida comúnmente como cabeza del dragón, es una especie de planta con flor de la familia Lamiaceae.

## Descripción
Esta planta es una hierba anual que crece una altura de alrededor 40 centímetros. El dentado o serrado de las hojas están en pares opuestos en los nodos de raíz. Las inflorescencias emergen del mismo germen de la hoja, portando unas flores blancas de un centímetro de tamaño. Son polinizadas por insectos.

## Usos
La planta ha sido cultivada por sus semillas en Asia sudoccidental y el suroeste de Europa desde tiempos prehistórico. Su nombre vernáculo en Irán es balangu shahri. Las semillas contienen un aceite comestible denominado aceite de lallemantia. El contenido de aceite de las semillas es aproximadamente del 30%, logrando a veces hasta el 38%. El aceite es utilizado como sustituto de la linaza en la producción de barniz, abrillantador de mobiliario, tinta, pintura, jabón, y linóleo.
Las semillas han sido utilizadas en medicina tradicional como estimulante y diurético. Las hojas se consumen como ensalada en el Irán moderno.